# Młyńskie Skały
Młyńskie Skały, nazývané také Młynarskie Skały nebo Młynarskie Ściany, což česky lze přeložit jako Mlýnské skály, Mlynářské skály nebo Młynarskie Ściany, jsou vápencové skály, v pohoří Wyżyna Olkuska v Krakovsko-čenstochovské juře (Wyżyna Krakowsko-Częstochowska) v Polsku. Nachází se na území vesnice Prądnik Korzkiewski ve gmině Wielka Wieś v okrese Krakov (Powiat krakowski) v Malopolském vojvodství.

## Další informace
Młyńskie Skały se nacházejí ve svazích poblíže skalních útvarů Latarnia Twardowskiego a Cygańskie Skały na pravém břehu řeky Prądnik (přítok řeky Visly). Název skal je spojen s existencí bývalého mlýna na olej patřícím rodu Knapików a také s pod skalami zde putujícím čarodějem Twardowským. Skály vznikly geologicky - vypreparováním z okolní měkčí horniny. Údolím pod skalou vedou turistické trasy Szlak Orlich Gniazd, Via Regia Droga świętego Jakuba aj. a cyklotrasa. Skála je obtížněji, ale celoročně volně přístupná.

## Galerie

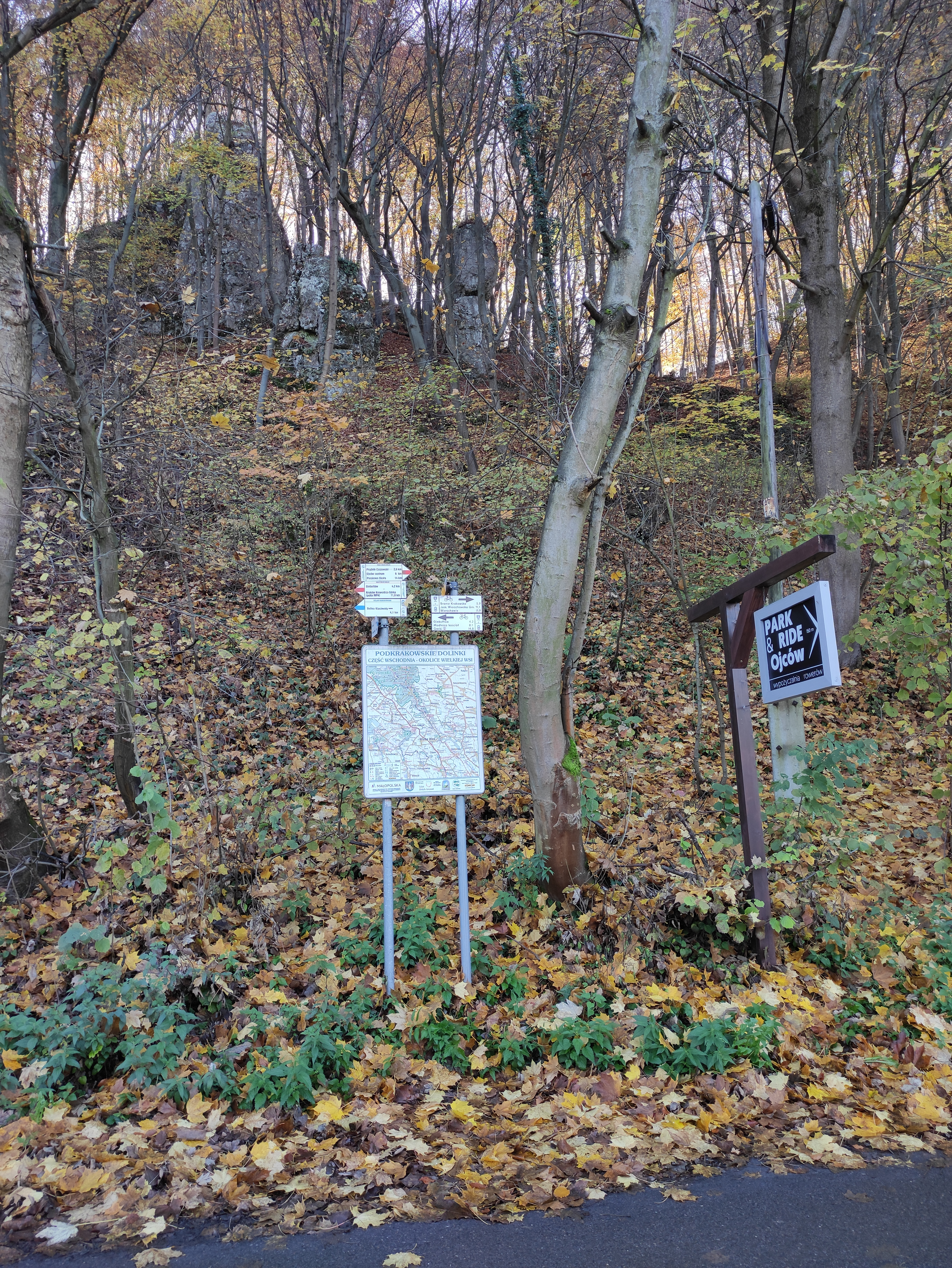
Latarnia Twardovskiego (vlevo) a Młyńskie Skały
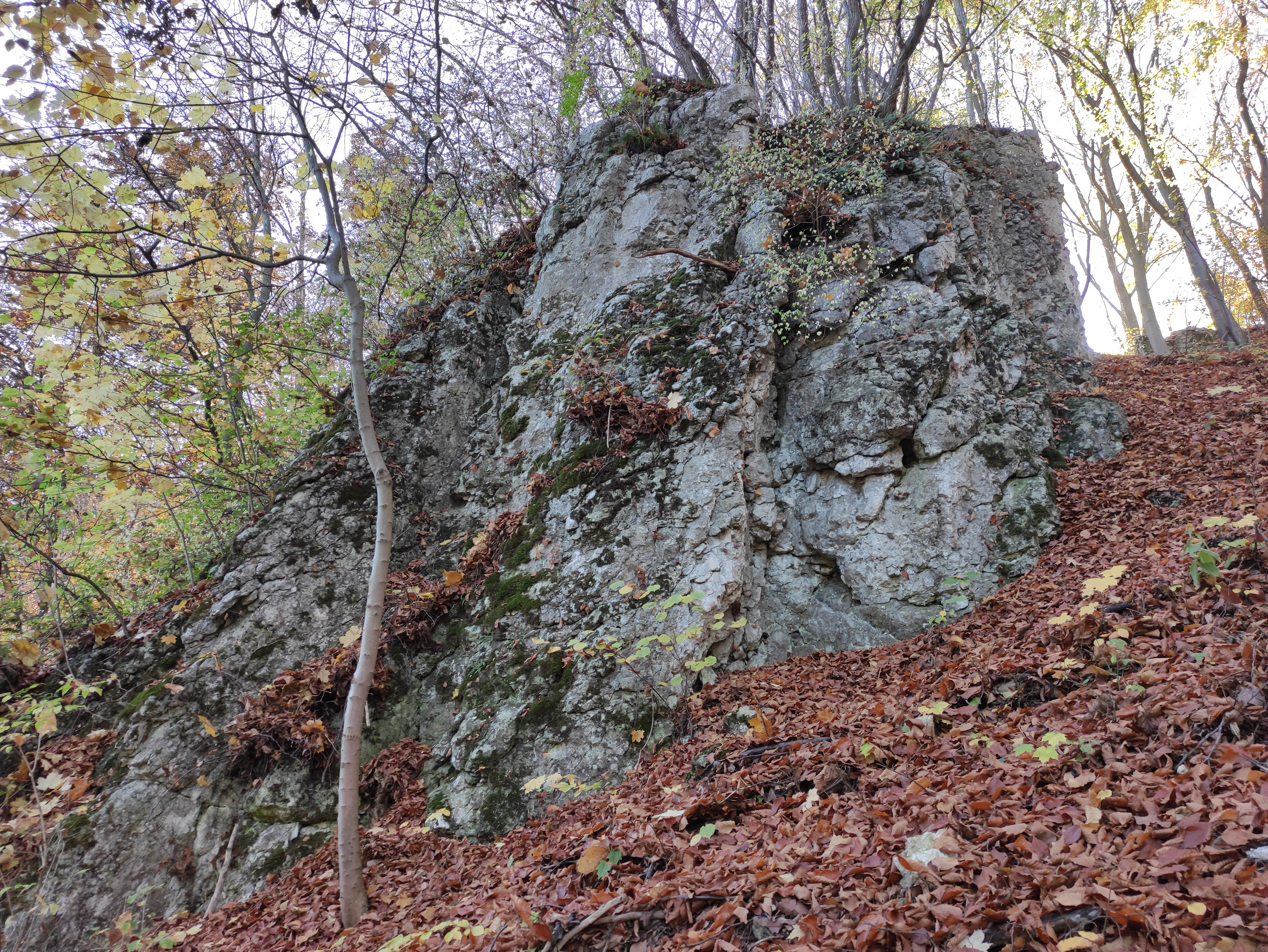
Vrcholový skalní útvar
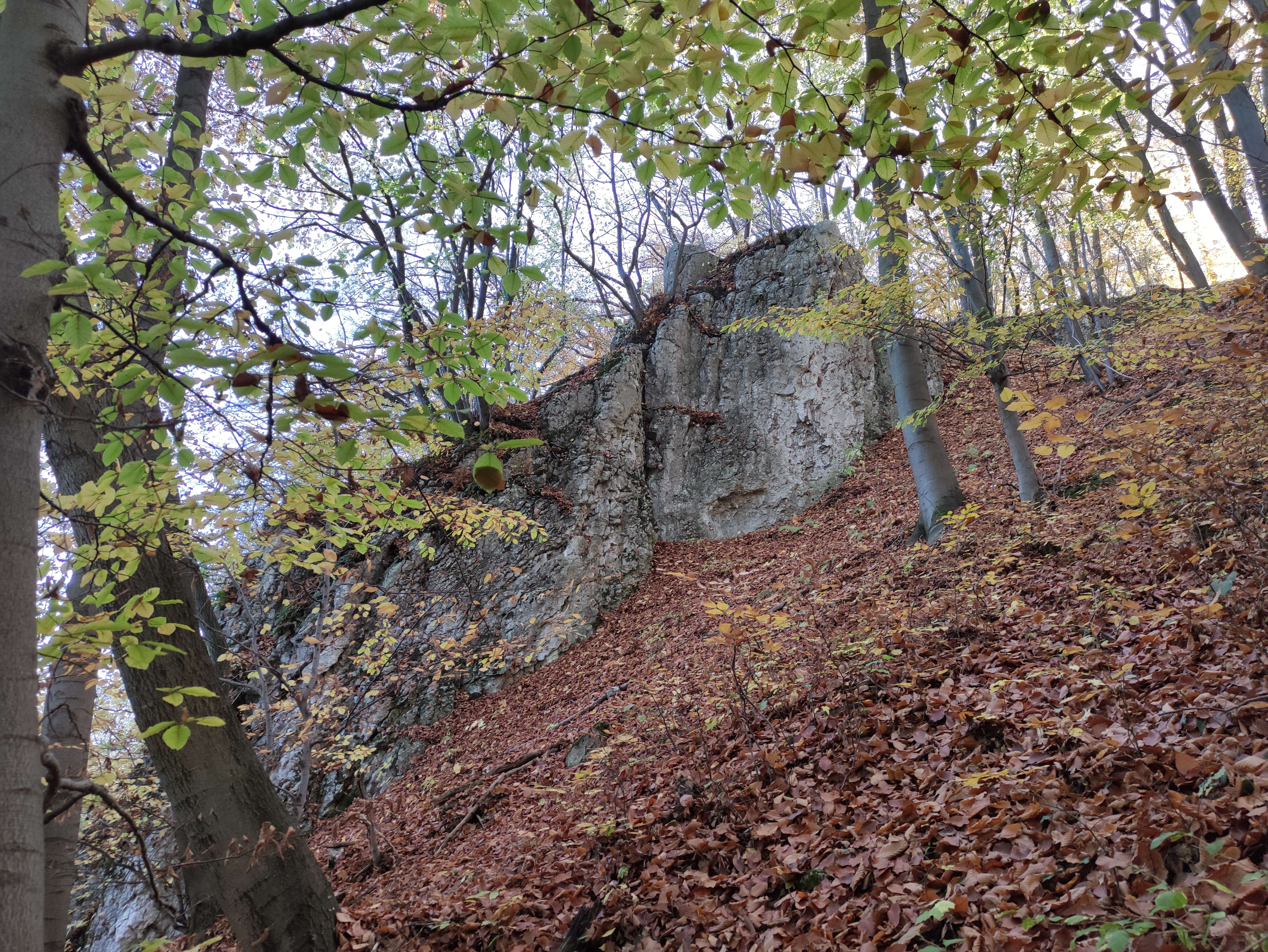
Pod vrcholem
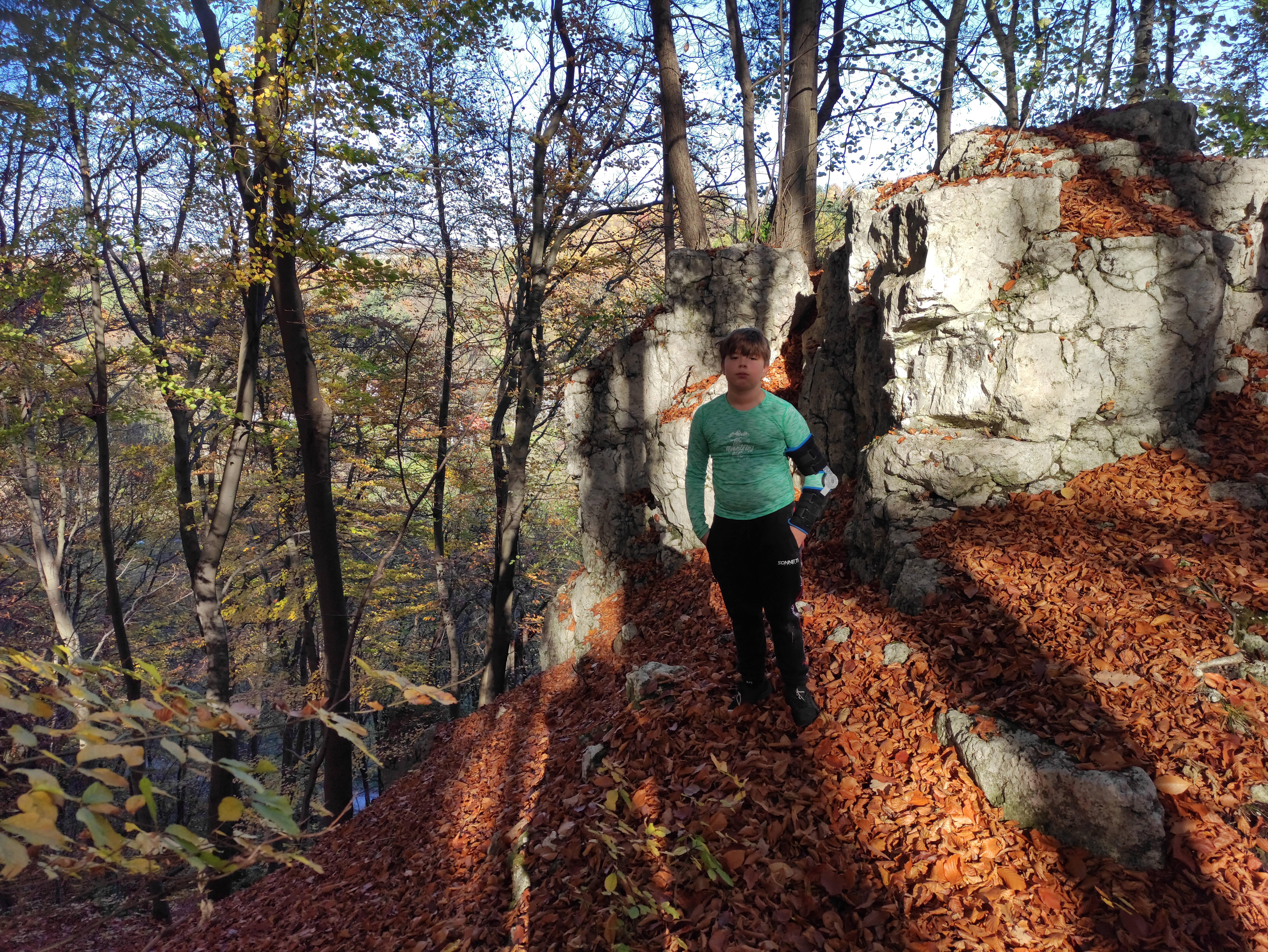
Na vrcholu